# Schney
Schney (gespr. Schnei) ist ein Stadtteil der Stadt Lichtenfels in Bayern.

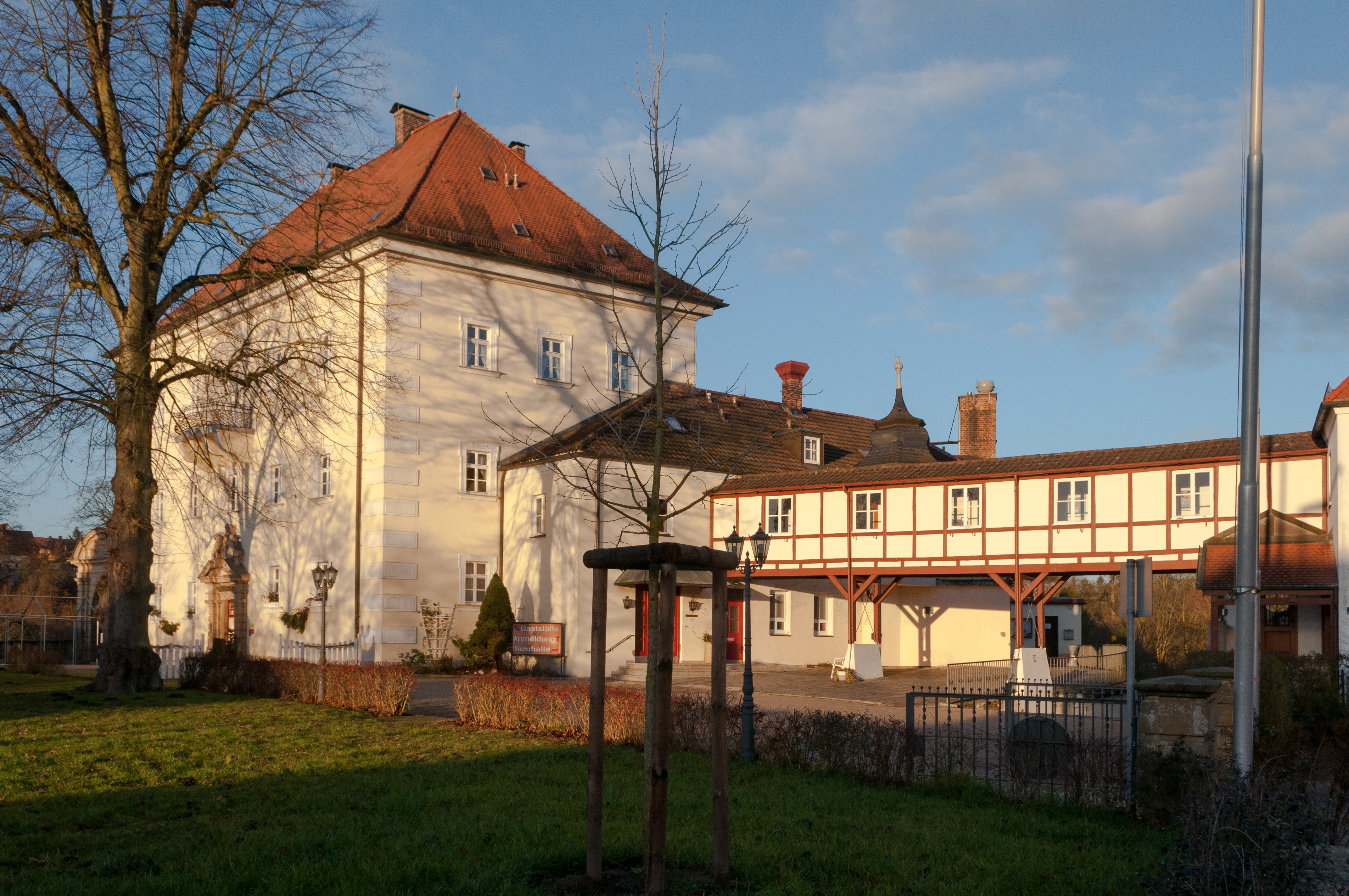
Schloss Schney

## Etymologie
Die Deutung des Ortsnamens wird vom mittelhochdeutschen Wort sniten bzw. sneita abgeleitet, das Schneise bedeutet. Eine andere Version stammt vom altslowenischen Wort zvon (rauschen, klingen). In den Kirchenbüchern taucht Schney unter diversen Namen auf, z. B. „Znvuia, Sniwa, Snie, Snayten, Sneye, Schnaytt, Schneit“ usw. Da man heute noch sagt: „Er ist von der Schney“ od. „Wir gehen nach der Schney“ ist die Version mit Snige, Schnie (die Schneise) wohl am wahrscheinlichsten.

## Geographische Lage
Schney liegt im Oberen Maintal im sogenannten Gottesgarten zwischen Bamberg und Coburg in Oberfranken und grenzt an Lichtenfels, dessen Stadtteil es seit 1978 ist. Im Ort leben etwa 2400 Menschen, die überwiegend evangelischer Konfession sind.

## Geschichte

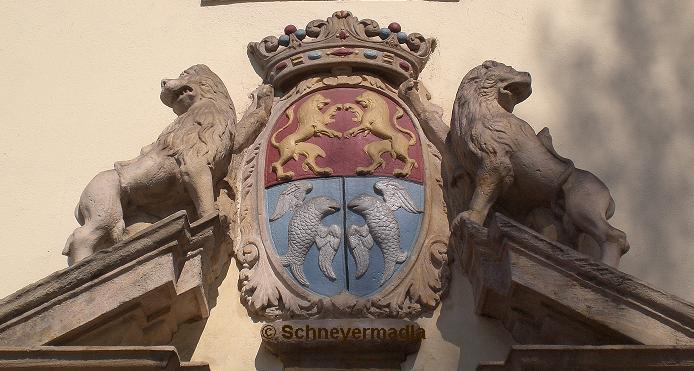
Wappen von Brockdorff

Schney wurde erstmals um 800 erwähnt. Im Spätmittelalter ist ein Adelssitz nachgewiesen. Im 14. Jahrhundert wurde im Ort eine Burg errichtet, die nach wiederholten Zerstörungen zu einem barocken Adelssitz umgebaut wurde. Von 1503 an befand er sich im Besitz der Familie von Schaumberg, deren Schneyer Linie 1694 ausstarb. Durch Heirat erwarb 1706 Cai Bertram Bendix Graf von Brockdorff (* 4. Mai 1680; † 14. Juni 1710), der jüngere Sohn von Cai Lorenz von Brockdorff aus einer Adelsfamilie in Holstein, deren Wappen am Eingangstor zu sehen ist, das Rittergut. Seine Nachkommen besaßen es bis 1873. Das Schloss beherbergt heute die Frankenakademie.
Mit der Burg wurde auch eine Marienkapelle errichtet. Die Gemeinde war eine der ersten Frankens, die Luthers Lehre annahm, nämlich schon im Jahr 1520. Gegen Ende des 18. Jahrhunderts war die Kapelle so baufällig, dass die Gottesdienstbesucher buchstäblich im Regen standen. Aber erst in den 1830er Jahren wurde das Kirchenschiff abgerissen und neu gebaut. Der Turm des alten Gotteshauses blieb stehen. Zwei der fünf Bronzeglocken sind neu, sie wurden erst im Jahr 2002 gegossen. Die älteste trägt die Aufschrift: „Christoph Glockengießer zu Nürnberg goß mich – zu Gotteslob und Dienst gehör ich“, daneben ist die Jahreszahl 1776 angebracht.
1782 entstand in Schney eine der ersten fränkischen Porzellanfabriken, die bis 1928 in Betrieb war. Die Korbindustrie wurde für den Ort prägend. 1840 betrug die Einwohnerzahl von Schney 1098.
In der Zeit bis zum Ersten Weltkrieg und in den Jahren danach bis 1933 erlebte Schney eine Zeit des Aufstiegs – Schney war eine der ersten Gemeinden im Landkreis mit einer Wasserleitung und elektrischem Licht.
Am 1. Mai 1978 wurde Schney im Rahmen der Gebietsreform in die Stadt Lichtenfels eingemeindet. Beschlossen wurde diese Eingliederung 1973 unter dem damaligen Bürgermeister und Landtagsabgeordneten Nikolaus Stamm. Nach dessen Tod wurde der bisherige zweite Bürgermeister Erich Strähnz zum letzten Bürgermeister der Gemeinde Schney gewählt, der diesen Beschluss zunächst rückgängig machen wollte, aber schließlich doch umsetzen ließ.

## Bildung und Forschung
- Grundschule

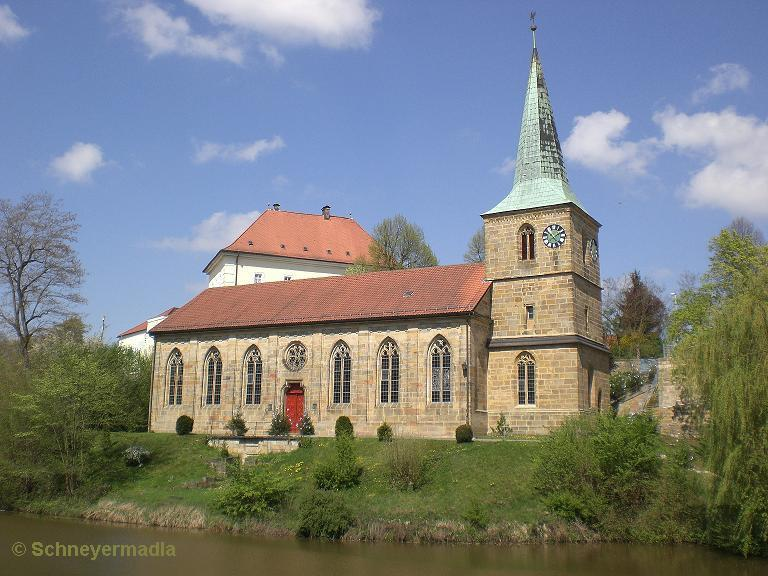
Evangelische Pfarrkirche St. Maria

- Franken-Akademie Schloss Schney (Erwachsenenbildungsstätte)
- Kindergarten

## Verkehr
Schney hat seit dem 1. November 1894 einen Haltepunkt an der Bahnstrecke Coburg–Lichtenfels. Dort halten die Züge von Agilis im Stundentakt.

## Bauwerke

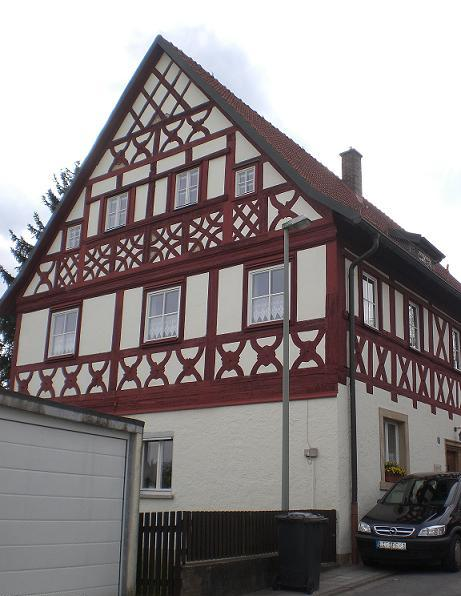
Pfarrhaus in Schney aus dem Jahr 1681

- Torhäuser: Löschentor und Schlosstor (ca. 1680)
- Ehemaliges Rathaus
- Pfarrhaus, das im Jahre 1681 errichtet wurde und noch heute benutzt wird
- Neues Gemeindehaus (2007)
- Schloss Schney (ca. 1680–1690)
- Evangelische St.-Marien-Kirche (ca. 1582 entstanden)
- Gruft unter dieser Kirche; früher befand sich dort die Grablege der Adelsfamilie von Brockdorff. Außerdem ist dort eine Liste der Vermissten des Zweiten Weltkrieges angebracht
- Katholische St.-Heinrich-Kapelle (17. Dezember 1905)
- Friedhofskapelle (ca. 1660)

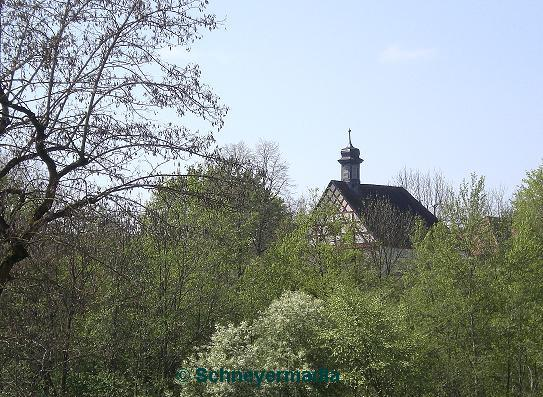
Friedhofskapelle

In der Liste der Baudenkmäler in Lichtenfels (Oberfranken) sind für Schney 32 Baudenkmäler ausgewiesen.

## Regelmäßige Veranstaltungen
- Schützenfest am vierten Wochenende im Mai
- Kirchweih (St.-Heinrich-Kapelle) am letzten Sonntag im Juni
- Kirchweih (St.-Marien-Kirche) am zweiten Wochenende im September
- Feuerwehrfest der Freiwilligen Feuerwehr Schney

## Persönlichkeiten
- Johann Philipp Käfer, Komponist des Barock
- Jochen Dauer, Rennfahrer
- Günter Dippold, Historiker